# سردار عبد الرشيد خان
سردار عبد الرشيد خان (بالأردوية: سردار عبد الرشید خان)‏، (1906 - 1995) كان ضابط شرطة كبيرًا في مقاطعة خيبر باختونخوا ووزير للداخلية في باكستان ورئيسًا للوزراء في غرب باكستان وخيبر باختونخوا.
ولد سردار رشيد في ديرا إسماعيل خان، وتلقى تعليمه في الجامعة الإسلامية في بيشاور. ثم انضم إلى الشرطة الهندية، وشغل منصب نائب المشرف على الشرطة في مدينة بيشاور، وعندما أصبحت باكستان دولة مستقلة في 14 أغسطس 1947. كان واحدا من كبار ضباط الشرطة في البلاد الناشئة حديثًا.
ارتفع سردار رشيد ليصبح المفتش العام لشرطة خيبر باختونخوا، لكنه استقال من خدمة الشرطة في 23 أبريل 1953 عندما عُيَّن رئيس الوزراء الثامن لخيبر باختونخوا، كان ترشيحه مثيراً للجدل لأنه اختاره سلفه عبد القيوم خان. وفي نوفمبر 1953 تم انتخابه رئيسًا للرابطة الإسلامية.
بقي رئيسًا للوزراء حتى 18 يوليو 1955، وقد خلفه سردار بهادور خان (الشقيق الأكبر للجنرال أيوب خان).
انضم سردار إلى الحزب الجمهوري وانتخب كعضو في الجمعية التشريعية لمقاطعة غرب باكستان، وخدم في مجلس وزراء الدكتور خان صاحب كوزير للصحة ثم لاحقًا وزير المالية والمعلومات.
استقال الدكتور خان صاحب في يوليو 1957، وانتخب سردار كثاني رئيس وزراء لمقاطعة غرب باكستان، استقال من المنصب في 18 مارس 1958 وخلفه مظفر علي خان قيزلباش.
بعد سقوط حكومة أيوب خان، عمل سردار عبد الرشيد وزيراً للشؤون الداخلية وشؤون كشمير والولايات والمناطق الحدودية في مجلس وزراء يحيى خان من 4 أغسطس 1969 إلى 22 فبراير 1971.